# Hurst, Berkshire
Hurst är en by i Wokingham distrikt i Berkshire grevskap i England. Byn är belägen 8,8 km 
från Reading. Orten har 1 366 invånare (2015).